# Nokia Lumia 510
Nokia Lumia 510 – smartfon z systemem operacyjnym Windows Phone w wersji 7.5 (Mango/Tango/Refresh), po aktualizacji również 7.8, zaprezentowany w sierpniu 2012. Urządzenie należy do niższej klasy tzw. low-endów.

## Specyfikacja

### Aparat
W Lumii 510 zastosowano jednostkę o matrycy 5 megapikseli, wspomaganą autofocusem. Obok aparatu nie znaleziono miejsca dla diody, która doświetliłaby sceny. Zdjęcia wykonane tym telefonem mają rozdzielczość 2592x1944 pikseli. Aparat posiada 4-krotny zoom cyfrowy. Filmy nagrywane 510-tką mają jakość 480p, czyli VGA.

### Wygląd
Głośnik do rozmów znajduje się nad ekranem, pod nim ulokowano mikrofon do rozmów i dotykowe, niepodświetlane przyciski: wstecz, start i szukaj. Lewa strona 510 jest wolna od jakichkolwiek przycisków natomiast na prawej ulokowano 4 przyciski: spust migawki, blokada ekranu i dwa przyciski głośności. Na tylnej części znajduje się aparat cyfrowy oraz głośniczek. Złącze Mini Jack (2.5 mm) ulokowano na górze telefonu. Dolna krawędź to miejsce złącza Micro USB.

### Podzespoły
Użyte podzespoły są w większości takie same jak w modelu 610. Napędem smartfonu jest jednordzeniowy procesor Snapdragon S1 o taktowaniu 0,8 GHz (800 MHz) wspomagany przez 256 MB RAM-u. Na zdjęcia, gry, filmy itp. producent przeznaczył około 4 GB. Nie przewidziano slotu na karty Micro SD. Ekran o przekątnej 4 cali został wykonany w technologii TFT. Jego rozdzielczość w pikselach to 800 na 480. Smartfon obsługuje łączność 3G.

### Oprogramowanie
Oprócz podstawowych aplikacji Microsoftu, Nokia dostarcza swoje ekskluzywne dodatki np. Mix Radio, Nokia Muzyka, Nokia Drive. Ta ostatnia służy jak nawigacja GPS. W Lumii 510, tak jak w innych pierwszej generacji, ukryto narzędzie diagnostyczne, które można aktywować za pomocą kodu ##634#, który należy wpisać na klawiaturze numerycznej (jak przy wybieraniu numeru). Ostatni krzyżyk powinien aktywować pobieranie. Po zainstalowaniu można sprawdzić najważniejsze parametry urządzenia – akcelerometr, kompas, informacje o baterii itp.

## Nokia Lumia 505
Zmodyfikowana wersja Lumii 510 jest oferowana wyłącznie w Meksyku przez sieć Telcel. Do różnic możemy zaliczyć aparat główny (8 Megapikseli) oraz ekran (3,7" wykonany w technologii AMOLED). Pozostałych podzespołów nie zmieniono. Smartfon można nabyć w trzech kolorach – czerwonym, różowym oraz czarnym. Wygląd 505 nawiązuje do modeli 800 oraz 900.